# Пантелей (филм)
Вижте пояснителната страница за други значения на Пантелей.
„Пантелей“ е български игрален филм (черна комедия) от 1978 година на режисьора Георги Стоянов, по сценарий на Васил Акьов. Оператор е Радослав Спасов. Музиката във филма е композирана от Божидар Петков.

## Сюжет
Втората световна война. Пантелей идва в столицата да навести братовчед си Марко. Точно отпразнуват събитието и пред вратата се появява човек, тежко болен от тиф, нелегален. Пантелей му дава личната си карта за да го приемат в болница. Нелегалният умира, а Пантелей остава без документ за самоличност. Така започва странстването му между хората... Нелегалните му предлагат да се включи в борбата. От непознато момиче в ръцете му остава тайнствен куфар... Пантелей се опитва да се свърже с нелегалните, за които е предназначен, но те не му се доверяват. Воден от чувството си за справедливост, Пантелей води своята малка битка за свобода. И така до деня, в който тя наистина идва...

## Актьорски състав
Роли във филма изпълняват актьорите:
- Павел Поппандов – Пантелей „Всестранни“, учител/„Щуреца“
- Константин Коцев – Бай Ставри, хлебаря
- Никола Анастасов – Марко
- Добринка Станкова – Момичето от влака
- Велко Кънев – Кварталното фанте
- Рената Киселичка – Проститутката
- Евстати Стратев – Полицейският началник
- Владимир Давчев - стражарят
- Теодор Юруков - доктора
- Антон Карастоянов - нелегалният
- Любомир Димов
- Кирил Господинов - старшията
- Антон Радичев – железничарят Пепо
- Георги Русев – железничарят
- Аспарух Сариев – портиерът
- Михаил Петров - полицай
- Лъчезар Стоянов - таен полицай
- Николай Николаев - нелегалният

## Награди
- Награда за режисура на СБФД, (1978).
- Наградата на офия за киноизкуство, (1979).
- Награда за мъжка роля на Павел Поппандов, (Прага, Чехословакия, 1979).